# Betsy Ortiz
Betsy Ortiz (16 de mayo de 1975) es una deportista puertorriqueña que compitió en taekwondo. Ganó una medalla de bronce en el Campeonato Mundial de Taekwondo de 1995, y una medalla de oro en los Juegos Panamericanos de 1995.

## Palmarés internacional
| Campeonato Mundial   | Campeonato Mundial        | Campeonato Mundial | Campeonato Mundial |
| Año                  | Lugar                     | Medalla            | Categoría          |
| -------------------- | ------------------------- | ------------------ | ------------------ |
| 1995                 | Manila (Filipinas)        | Medalla de bronce  | –47 kg             |
| Juegos Panamericanos |                           |                    |                    |
| Año                  | Lugar                     | Medalla            | Categoría          |
| 1995                 | Mar del Plata (Argentina) | Medalla de oro     | –47 kg             |